# Eleccions al Parlament de Navarra de 2007
Les Eleccions al Parlament de Navarra de 2007 se celebraren el 28 de maig. Amb un cens de 471.647 electors, els votants foren 347.851 (73,80%) i 123.796 les abstencions (26,20%). Fou elegit president Miguel Sanz Sesma (UPN) com a cap de la llista més votada, mercè un acord amb CDN, ja que Nafarroa Bai i PSN-PSOE no arribaren a un acord.
- Els resultats foren:

| ← Eleccions al Parlament de Navarra, 2007 → |         |       |        |
| Partit                                      | Vots    | %     | Escons |
| UPN                                         | 138.031 | 42,80 | 22     |
| Nafarroa Bai                                | 77.625  | 24,07 | 12     |
| PSN-PSOE                                    | 77.135  | 22,65 | 12     |
| CDN                                         | 14.259  | 4,42  | 2      |
| IU-EBN                                      | 14.244  | 4,42  | 2      |
| RCN-NOK                                     | 1.290   | 0,42  |        |
| EKA                                         | 541     | 0,02  |        |

A part, es comptabilitzaren 7.304 (2,22%) vots en blanc.

## Diputats
- Miguel Sanz Sesma (UPN)
- Patxi Zabaleta (Nafarroa Bai)